# 권희준
권희준(2001년 5월 1일 ~ )은 대한민국의 배우다. 2020년 JTBC 드라마 '라이브온'으로 데뷔했다.

## 방송
- PRODUCE X 101 (2019) - 발표순위 56위
- 라이브온 (2020) - 권희준 역
- 뉴노멀진 (2022) - 허민규 역
- 워커헬릭 (2023)
- 유니버스 리그 (2024)